# 恩尼奥·马塔雷利
恩尼奥·马塔雷利（義大利語：Ennio Mattarelli，1928年8月5日—），意大利男子射击运动员。他曾代表意大利参加1964年和1968年夏季奥林匹克运动会射击比赛，获得一枚金牌。